# Maurizio Sacconi
Maurizio Sacconi (né le 13 juillet 1950 à Conegliano) est une personnalité politique italienne, ancien ministre du Travail à partir du 7 mai 2008, jusqu'à la démission du gouvernement Berlusconi IV, fin 2011. Elsa Fornero lui succède.

## Biographie
D'abord membre du Parti socialiste italien, Maurizio Sacconi appartient désormais au Peuple de la liberté (après avoir été membre de Forza Italia). Il a écrit un Livre blanc sur le travail avec Marco Biagi en 2001, puis après l'assassinat de ce dernier, il a cherché à faire approuver les projets du juriste bolonais. Député de 1979 à 1994, dans les listes du PSI de Bettino Craxi, il devient secrétaire d'État au Travail en 2001. C'est le président de l'association Amici di Marco Biagi (Amis de Marco Biagi).